# Fernando Kliche
Fernando Walter Kliche Hermida (Montevideo, 8 de octubre de 1954) es un actor uruguayo nacionalizado chileno, de teatro, cine y televisión.

## Carrera
Nació el 8 de octubre de 1954 en Montevideo, Uruguay. Hijo de Walter Kliche; actor.
Se trasladó a Chile a los 25 años, alentado por su padre que estaba cosechando buenos dividendos en el mundo de la televisión gracias a su protagónico en la teleserie La madrastra en conjunto con Yael Unger, otra actriz de nacionalidad uruguaya, que se encargaron de formar una de las parejas más inolvidables de las telenovelas en Chile, envueltas en la primera producción dramática que paralizó a todo un país, en su último capítulo. Médico veterinario de profesión, ser descubierto por un productor de telenovelas de aquella época, le hizo abandonar el cuidado de los animales por las luces y reflectores.
Su primera teleserie fue Casagrande en 1981, que lo ayudaría pavimentar una prolija y exitosa carrera como uno de los nuevos Galanes de teleseries más conocidos y queridos por el público, a mediados de los años 1980 y principios de años 1990. Kliche, al igual que su padre, se convirtió en uno de los rostros más reconocidos de Canal 13, estación televisiva que lo incluyó en los elencos de las más exitosas telenovelas que tuvo el canal, como La intrusa, ¿Te conté? y Marrón Glacé; sin duda esta última teleserie, fue una de las más exitosas producciones que tuvo Canal 13 en la década de 1990 y en todos los años dedicados al melodrama, y la encargada de consolidar a Fernando Kliche como el galán de moda. Los años siguientes, Canal 13 perdería el liderazgo en telenovelas con mayor audiencia, mientras que Kliche seguía en papeles protagónicos en los elencos estables de la señal, el regreso, a la par, que debutaba como panelista invitado en icónicos shows televisivos del canal como Video loco y Maravillozoo, y como actor en sketches del programa familiar Venga conmigo.
Cuando Canal 13 sufrió la tremenda crisis en todas sus áreas, que dejó sin continuidad su famosa Área Dramática, entre 2000 y 2002, Fernando Kliche se retiraría de las teleseries para dedicarse al proyecto de su amigo, el también actor y comediante, Patricio Torres, Teatro en Chilevisión, segmento semanal de corte humorístico que debido a su éxito, lo tendría por ocho años como parte de su elenco estable. La última teleserie que haría hasta ese entonces el exgalán Fernando Kliche, sería Buen partido, realizada y producida por la productora Pol-ka Producciones y Chilefilms, transmitida en Canal 13 en 2002.
En 2007, Fernando Kliche volvería a las teleseries como actor invitado en la exitosa teleserie Lola, personificando a Eduardo "Guayo" Padilla, padre del/de la protagonista, un mujeriego por excelencia. Sería tal el éxito de esta telenovela, que los ejecutivos de Canal 13 mandarían a realizar dos alargues para mantener los altos índices en audiencia, convirtiendo el personaje de Kliche y el de varios, en estables dentro de la historia que duraría un año y medio en televisión. 
Fernando Kliche seguiría presente en la televisión de manera esporádica, y frecuentemente de actor invitado en alguna producción dramática, variando de series a teleseries.
En 2020 participó en la película Los Turistas All Inclusive junto a Patricio Torres y Ana María Gazmuri.

## Vida personal
Su primer matrimonio ocurrió en Uruguay con la periodista Silvia Kliche, con quien tuvo dos hijos; Ignacio Kliche; actor y modelo, y Federico Kliche; también actor. El matrimonio se separó en 1980. Luego, se trasladó a Inglaterra y tuvo una relación con la inglesa Janette Kliche, con quien contrajo su tercer matrimonio, y con quien tuvo dos hijos: Antonella Kliche y Sebastián Kliche; ingeniero. Kliche tuvo su quinto hijo en Países Bajos producto de una relación con una holandesa. Posteriormente, contrajo matrimonio por quinta vez, con Francisca Reiss; actriz, con quien tuvo a su sexto hijo: Nicolás Kliche Reiss; actor y director de cine. Se emparejó con Barbara Ackermann, con quien tuvo su séptimo y último hijo: Maximilian Kliche Ackermann.

## Filmografía

### Cine
- Todo por nada (1989)[6]
- Secuestro (2005)
- La noche del jabalí (2016)[7] - Benno
- Los Turistas All Inclusive (2020)

## Televisión

### Telenovelas
| Año  | Título                   | Papel                 | Cadena   |
| ---- | ------------------------ | --------------------- | -------- |
| 1981 | Casagrande               | Fernando              | Canal 13 |
| 1982 | Alguien por quien vivir  | Jaime                 | Canal 13 |
| 1983 | La noche del cobarde     | Aldo Bourgois         | Canal 13 |
| 1983 | Las herederas            | Sergio Lara           | Canal 13 |
| 1984 | Andrea                   | Ernesto Cruz          | Canal 13 |
| 1985 | La trampa                | Máximo                | Canal 13 |
| 1989 | La intrusa               | Jack Mine             | Canal 13 |
| 1990 | ¿Te conté?               | Walter Buendía        | Canal 13 |
| 1990 | Pobre diabla             | Vicente Ustari        | Eltrece  |
| 1991 | Blue Jeans               | Bruno                 | VTV      |
| 1992 | Fácil de amar            | Francisco             | Canal 13 |
| 1993 | Marrón glacé             | Octavio Silva         | Canal 13 |
| 1994 | Champaña                 | Bruno Biondi          | Canal 13 |
| 1995 | El amor está de moda     | Andrés Correa         | Canal 13 |
| 1996 | Marrón glacé, el regreso | Octavio Silva         | Canal 13 |
| 1997 | Eclipse de luna          | Ignacio Echaurren     | Canal 13 |
| 1998 | Amándote                 | Alfredo Brandauer     | Canal 13 |
| 1999 | Algo está cambiando      | Charles Quesney       | Mega     |
| 2002 | Buen partido             | Guillermo Carmona     | Canal 13 |
| 2007 | Lola                     | Eduardo Padilla       | Canal 13 |
| 2008 | Lola 2                   | Eduardo Padilla       | Canal 13 |
| 2009 | Corazón rebelde          | Franco Colucci        | Canal 13 |
| 2011 | Soltera otra vez         | Ruby Cordova          | Canal 13 |
| 2012 | Pobre rico               | Johnny Denver         | TVN      |
| 2014 | No abras la puerta       | Germán Tobar          | TVN      |
| 2015 | Dueños del paraíso       | Pedro Pablo Alemparte | TVN      |
| 2017 | Dime quién fue           | Guillermo Lyon        | TVN      |
| 2019 | Amor a la Catalán        | Pedro Catalán         | Canal 13 |

### Series de televisión
- Jappening 2000 (Megavisión, 2000) - Varios
- Teatro en Chilevisión (Chilevisión, 2004-2014) - Varios
- Experimento Wayápolis (TVN, 2009) - El Misterioso Señor Waipex
- La canción de tu vida (TVN, 2014) - Fernando
- Papá mono (Canal 13, 2017).
- Paola y Miguelito (Mega, 2022).

### Vídeos musicales
| Año  | Título  | Artista             | Dirección    |
| ---- | ------- | ------------------- | ------------ |
| 2021 | Belleza | Movimiento Original | Pepe Garrido |

### Publicidad
- Chomp Marrón Glacé de Savory (1993) - Comercial de helados promocional a la teleserie Marrón Glacé
- Metrogas (2013) - Protagonista junto con Walter Kliche e Ignacio Kliche